# Leveillula
Leveillula G. Arnaud  – rodzaj grzybów z rodziny mączniakowatych (Erysiphaceae).

## Systematyka i nazewnictwo
Pozycja w klasyfikacji według Index Fungorum: Erysiphaceae, Helotiales, Leotiomycetidae, Leotiomycetes, Pezizomycotina, Ascomycota, Fungi.
Takson został utworzony przez wyodrębnienie części gatunków dawniej zaliczanych do rodzaju Erysiphe (mączniak).

## Niektóre gatunki
- Leveillula alhagi (Sorokīn) U. Braun 2012
- Leveillula allii Z.Y. Zhao & J.S. Jia 1987
- Leveillula asclepiadacearum Golovin 1956
- Leveillula asterisci (Magnus) U. Braun 2012
- Leveillula balsaminacearum Golovin 1956
- Leveillula bignoniacearum Golovin 1956
- Leveillula boraginacearum Golovin 1956
- Leveillula bornmuelleriana (Magnus) U. Braun 2012
- Leveillula braunii Simonyan & V.P. Heluta 1987
- Leveillula calligoni (Schembel) U. Braun 2013
- Leveillula campanulacearum Golovin 1956
- Leveillula capparacearum Golovin 1956
- Leveillula caryophyllacearum Golovin 1956
- Leveillula catalpae U. Braun 2012
- Leveillula chenopodiacearum Golovin 1956
- Leveillula chrozophorae U. Braun 1984
- Leveillula clavata Nour 1957
- Leveillula cleomes Simonyan & V.P. Heluta 1989
- Leveillula contractirostris V.P. Heluta & Simonyan 1988
- Leveillula cucurbitacearum Golovin 1956
- Leveillula cylindrospora U. Braun 1980
- Leveillula datiscacearum Golovin 1956
- Leveillula taurica (Lév.) G. Arnaud 1921

Nazwy naukowe na podstawie Index Fungorum.